# 玉里斷層
玉里斷層（英語：Yuli Fault），位於台灣花蓮縣的活動斷層，屬於左移斷層兼具逆移分量，呈北北東走向，由花蓮縣瑞穗鄉瑞良村向南延伸至玉里鎮客城里，長約23公里。玉里斷層1951年11月25日地震時形成地表破裂。

## 總結與評估
玉里斷層由野外調查結果顯示，在舞鶴礫岩形成之後才活動，而在1951 年11 月25 日地震時也有地表破裂的現象，而這些地表破裂均位於花東縱谷的西側，並不容易發現斷層露頭，此斷層可能位於中央山脈板岩層與花東縱谷沉積物之交界。玉里斷層暫列第一類活動斷層。

## 影響

### 1951年縱谷地震系列
- 此次地震造成玉里斷層地表破裂。